# Jolene Marie Rotinsulu
Jolene Marie Cholock-Rotinsulu (pronunciación en inglés: /ˈrotin'su'lu/; Santa Ana, Estados Unidos, 15 de mayo de 1993) es una modelo comercial de Indonesia, actriz de teatro, cantante, comité de Juegos Paralímpicos Internacionales y reina de belleza. Ganó el título de Puteri Indonesia Lingkungan 2019 o Miss Internacional indonesia 2019. Ella representó a Indonesia en el concurso Miss Internacional 2019 en Tokio, Japón.

## Galerie
|  |  |  |  |  |  |

## Vida
Jolene nació en Santa Ana, California a Minahasan - Padre nacido, Roy Gustaf Rotinsulu, de las islas de Talaud, y un Estados Unidos madre, Allery Lee Cholock, de Los Ángeles, California, y Sirena Elizabeth Cholock-Rotinsulu, su hermana mayor de Manado, Provincia de Célebes Septentrional - Indonesia fue el ganador anterior de Miss Celebrity Indonesia 2011.
Jolene también trabaja como modelo desde la edad de 12 años, es una modelo comercial para algunas marcas como KFC, Magnum (helado), Nescafé, L.A. Lights y Mustika Ratu.
Jolene fue estudiante de maestría en Institut Agama Kristen Negeri Manado donde se especializó en teología. En 2018, Jolene es parte del (INAPGOC) para 2018 Asian Para Games y muchos otros Juegos Paralímpicos Internacionales y  "Du'Anyam"  un foro para empoderar a las madres para que aumenten sus ingresos financieros al aumentar la cultura de "Tejido", ayudó a las personas mayores con discapacidades con el movimiento de "1001 sillas de ruedas" y otros equipos de apoyo para discapacidades físicas.

## Miss Celebrity Indonesia 2010
Jolene comenzó su carrera en el concurso de concurso de belleza de celebridades de televisión Miss Celebrity Indonesia 2010 representando a la ciudad de Manado - Provincia de Célebes Septentrional, donde ganó el 1er corredor Posicionamiento y premio especial Miss Fotogenia.

## Puteri Indonesia 2019
Jolene Marie Rotinsulu participó por primera vez en el Puteri Indonesia 2019 1er finalista, Puteri Indonesia Lingkungan 2019 en la gran final celebrada en Jakarta Convention Center, Yakarta, Indonesia el 8 de marzo de 2019 por el titular saliente Vania Fitryanti Herlambang de Bantén. Jolene representó a la Provincia de Célebes Septentrional en el concurso, también recibió un premio especial como Puteri Indonesia favorita de las islas Sulawesi.

## Miss Internacional 2019
Jolene representó a Indonesia en el Miss Internacional 2019 en Tokio (Japón) que se celebró a finales de 2019.